# Bernardo de Sandoval y Rojas
Bernardo kardinál de Sandoval y Rojas (20. dubna 1546, Aranda de Duero – 7. prosince 1618, Toledo) byl španělský římskokatolický duchovní, kardinál, velký inkvizitor Španělska a mecenáš umění.